# Список глав государств в 671 году
Список глав государств в 670 году — 671 год — Список глав государств в 672 году — Список глав государств по годам

## Америка
- Баакульское царство — К’инич Ханааб Пакаль, царь (615 — 683)
- Канульское царство — Йукно’м Ч’еен II, священный владыка (636 — 686)
- Дос-Пилас — Б'алах Чан К'авиль, царь (629 — 692)
- Караколь — Как-Ухоль-Кинич II, царь (658 — 680)
- Мутульское царство (Тикаль) — Нун-Холь-Чак I, царь (ок. 649 — 657, 670 — 682)
- Шукууп (Копан) — К’ак'-Ути-Виц'-К’авиль, царь (628 — 695)
- Яшчилан (Пачан) — Яшун-Балам III, божественный царь (628 — 681)

## Азия
- Абхазия (Абазгия) — Феодосий I, князь (ок. 660 — ок. 680)
- Гилян (Дабюиды) — Дабюя, испахбад (640 — 676)
- Грузия — 
  - Картли — Адарнасе II, эрисмтавар (650 — 684)
  - Кахетия — Адарнасе II, князь[англ.] (650 — 684)
  - Лазика — Григор, князь (670 — 675)
  - Тао-Кларджети — Гурам II, князь (619 — 678)
- Дханьявади — Тюрия Ганта, царь[англ.] (670 — 686)
- Индия — 
  - Бадами (Западные Чалукья) — Викрамадитья I Сатьяшрая, махараджа (654 — 678)
  - Венги (Восточные Чалукья) — Дхарашрая Джаясимха I Сарвасидхи, махараджа (641 — 673)
  - Западные Ганги — Бхувикарма, махараджа (654 — 679)
  - Кашмир — Пратападития, махараджа[нем.] (ок. 661 — ок. 711)
  - Паллавы (Анандадеша) — Парамешвараварман I, махараджа (670 — 695)
  - Пандья — Арикесари Мараварман, раджа (670 — 710)
  - Хагда — Девахагда, царь[англ.] (658 — 673)
- Кавказская Албания — Вараз-Трдат I, князь (670 — 705)
- Камарупа — Виджая, царь (670 — 725)
- Китай (Династия Тан) — Гао-цзун (Ли Чжи), император (649 — 683)
- Наньчжао — Цицзя-ван (Мэн Синуло) , ван (649 — 674)
- Омейядов халифат — Муавия I ибн Абу Суфьян, халиф (661 — 680)
  - Ифрикия — Укба ибн Нафи, наместник (666 — 675, 681 — 683)
- Паган — Пеит Тонг, король[англ.] (660 — 710)
- Раджарата (Анурадхапура) — Датопа Тисса II, король (664 — 673)
- Силла — Мунму, ван (661 — 681)
- Сунда — Тарусбава, король (669 — 723)
- Табаристан (Баванди) — Бав, испахбад (665 — 680)
- Тибет — Мангсонг Мангцэн, царь (650 — 676)
- Тямпа — Викрантаварман I, князь (ок. 653 — ок. 686)
- Ченла — Джаяварман I, раджа (657 — 681)
- Шривиджайя — Дапунта Шри Джаянаса, князь (670 — 702)
- Япония — Тэндзи, император (661 — 672)

## Европа
- Англия — 
  - Восточная Англия — Эльдвульф, король (664 - 713)
  - Думнония — Дунгарт ап Кулмин, король (661 — 700)
  - Кент — Эгберт I, король (664 — 673)
  - Мерсия — Вульфхер, король (658 — 675)
  - Нортумбрия — Эгфрит, король (670 - 685)
  - Уэссекс — Кенвал, король (643 — 645, 648 — 674)
  - Хвикке — Энфрит, король (650 — 674)
  - Эссекс — 
    - Сигхер, король (664 — 683, 687 — 689)
    - Себби, король (664 — 695)
- Арморика — Гилкуал, король (658 — ?)
- Великая Булгария — 
  - Аспарух (Западная часть орды - Будущее Болгарское царство), хан (668 — 679)
  - Котраг (Восточная часть орды - Будущая Волжская Булгария), хан (668 — ок. 710)
- Вестготское королевство — Реккесвинт, король (653 — 672)
- Византийская империя — Константин IV, император (668 — 685)
  - Равеннский экзархат — Григорий II, экзарх (666 — 678)
  - Неаполь — Косьма, герцог (670 - 673)
- Домнония — Варох, король (667 — 692)
- Ирландия — 
  - Сехнуссах мак Блатмак, верховный король (665 — 671)
  - Кенн Фаэлад мак Блатмак, верховный король (671 — 675)
  - Айлех — Маэл Дуин мак Маэле Фитрих, король (668 — 681)
  - Коннахт — Кенн Фэлад мак Коллген Кенн Фаэлад, король (668 — 682)
  - Лейнстер — Фианнамайл мак Мэле Туйле, король (656 — 680)
  - Мунстер — Колгу, король (665 — 678)
  - Ольстер — Конгал Кеннфота мак Данхада, король (670 — 674)
- Лангобардское королевство — 
  - Гримоальд I, король (662 — 671)
  - Гарибальд, король (671)
  - Бертари, король (661 — 662, 671 — 688)
  - Беневенто — Ромуальд I, герцог (662 — 677)
  - Сполето — Тразимунд I, герцог (665 - 703)
  - Фриуль — Вехтари, герцог (666 — 678)
- Папский престол — Виталий, папа римский (657 — 672)
- Сербия — Селемир, жупан (ок. 660 — ок. 680)
- Уэльс —
  - Брихейниог — Катен ап Гулиден, король (670 — 690)
  - Гвент — Атруис II ап Фарнвайл, король (665 — 685)
  - Гвинед — Кадваладр Благословенный, король (655 — 682)
  - Дивед — Катен ап Гулиден, король (670 — 690)
  - Поуис — Гуилог ап Бели, король (ок. 665 — 710)
- Франкское королевство — 
  - Австразия — 
    - Хильдерик II, король (662 — 675)
    - Вульфоальд, майордом (662 - 680)

  - Нейстрия и Бургундия — 
    - Хлотарь III, король (657 — 673)
    - Эброин, майордом (658 — 673, 675 — 680)

  - Аквитания и Васкония — Феликс, герцог (660 — ок. 676)
  - Бавария — Теодон I, герцог (640 — ок. 680)
  - Тюрингия — Хеден I Старший, герцог (ок. 642 — ок. 687)
- Фризия — Альдгисл I, король (? - 680)
- Хазарский каганат — Кабан, каган (668 - 690)
- Швеция — Ивар Широкие Объятья, король (ок. 655 - ок. 695)
- Шотландия —
  - Галвидел — Мерфин ап Кинфин, король (ок. 655 — 682)
  - Дал Риада — Домангарт II, король (660 — 673)
  - Пикты — Дрест VI, король (663 — 672)
  - Стратклайд (Альт Клуит) — Элвин, король (658 — 693)

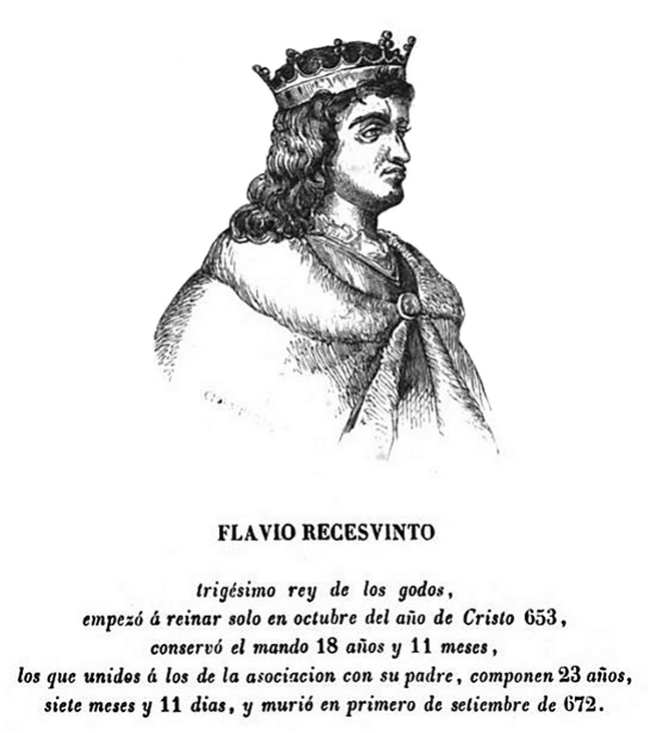
Реккесвинт 653-672 Король вестготов
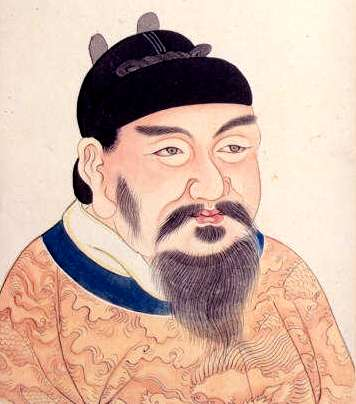
Гао-цзун 649-683 Император Китая
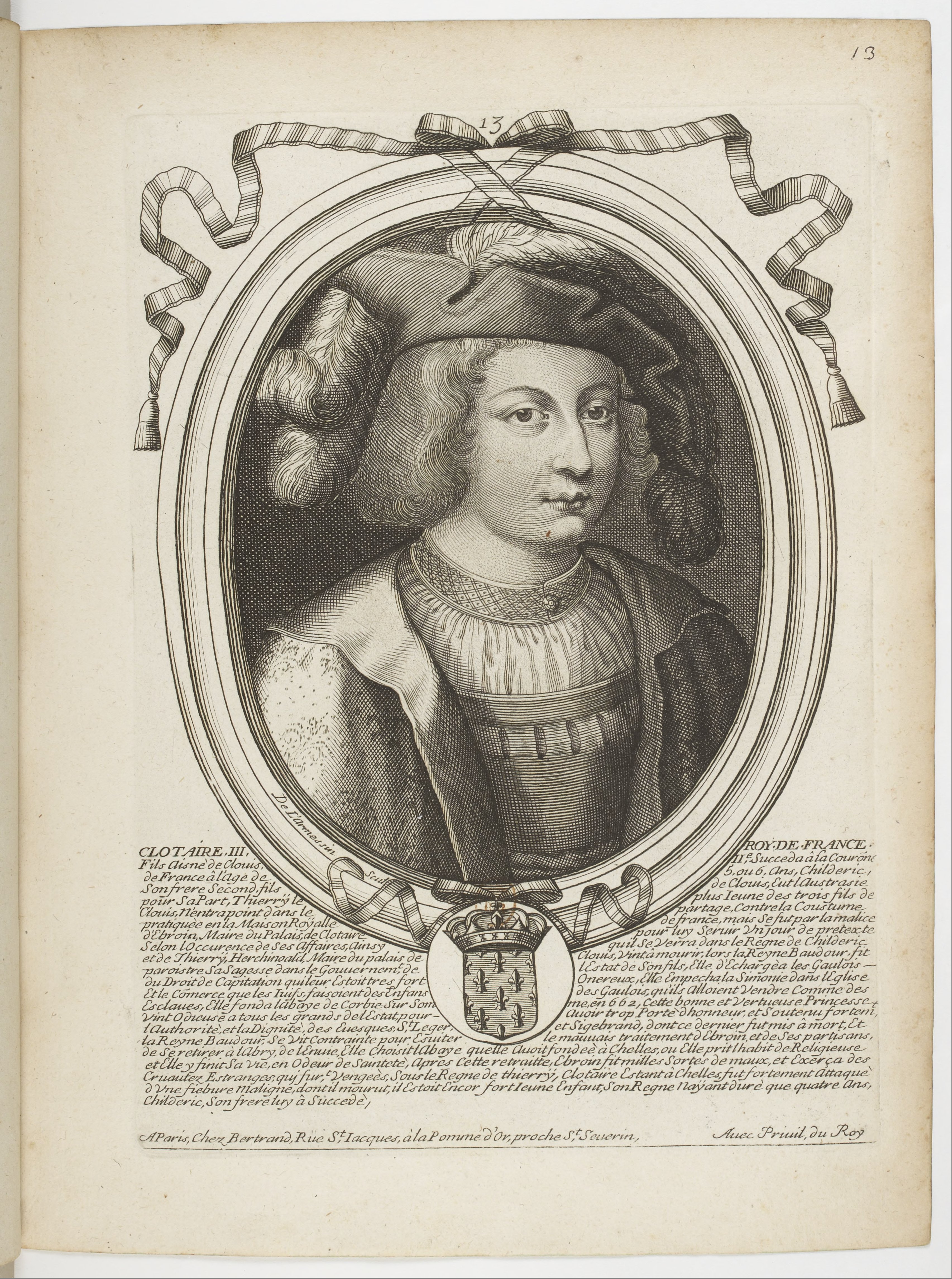
Хлотарь III 657-673 Король Нейстрии и Бургундии
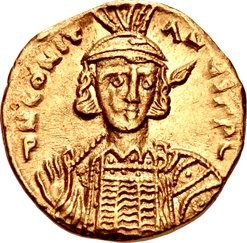
Константин IV 668-685 Император Византии
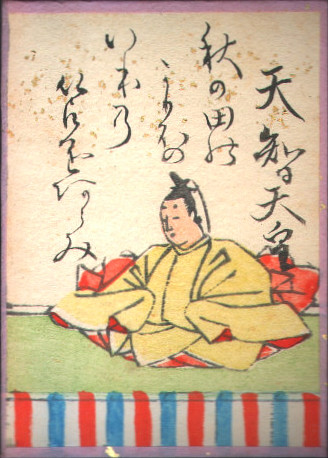
Тэндзи 661-672 Император Японии
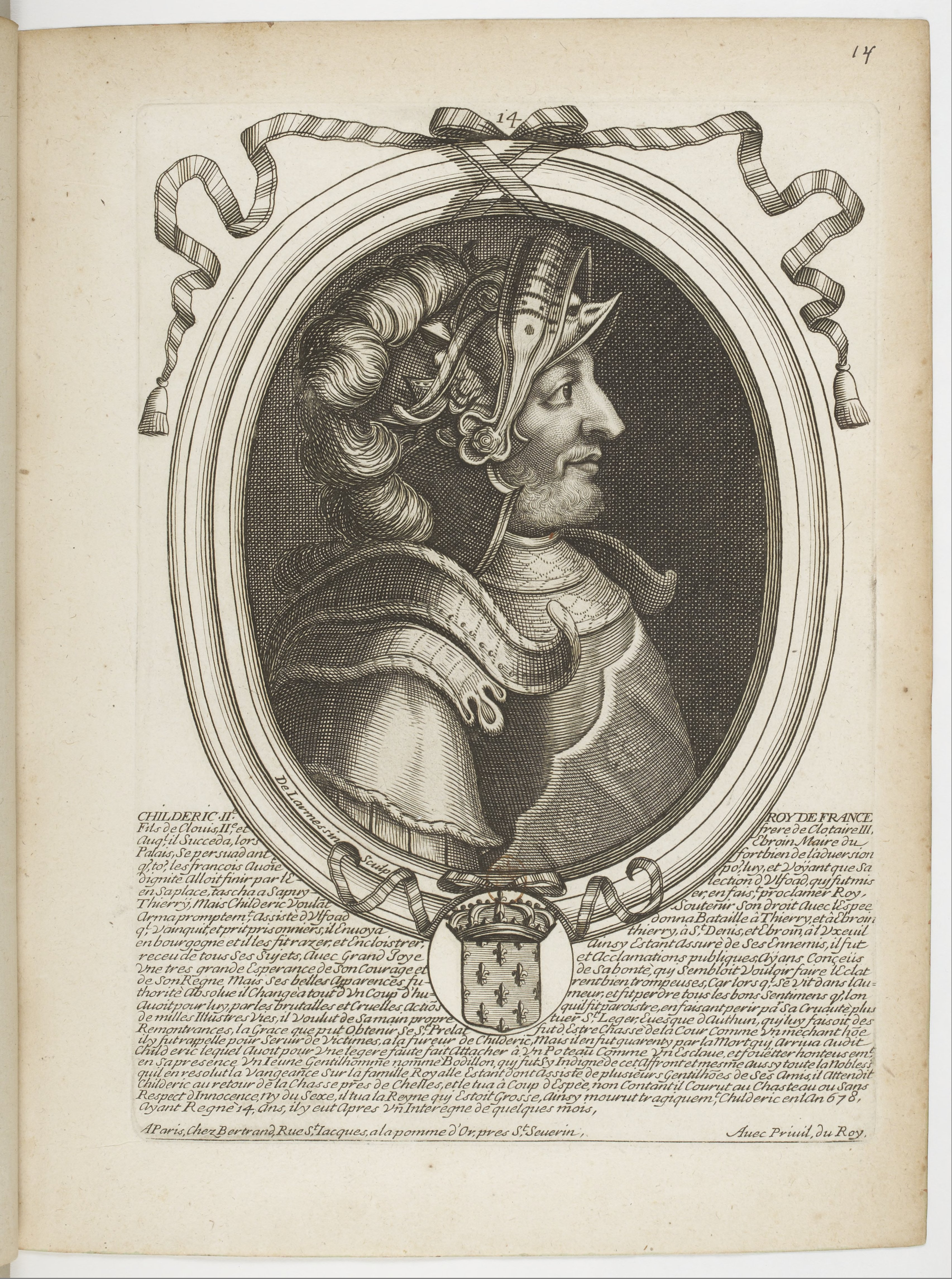
Хильперик II 662-675 Король Австразии
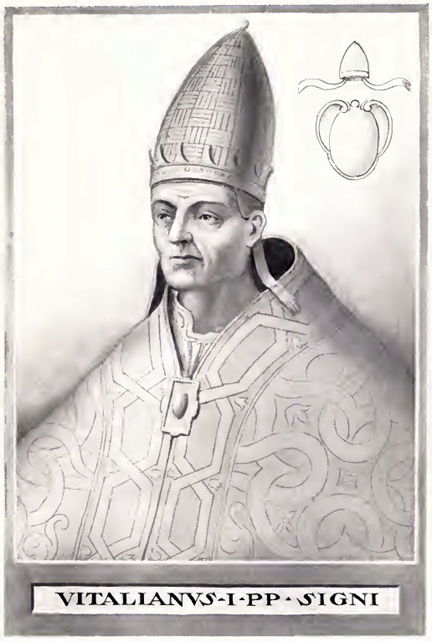
Виталий 657-672 Папа римский
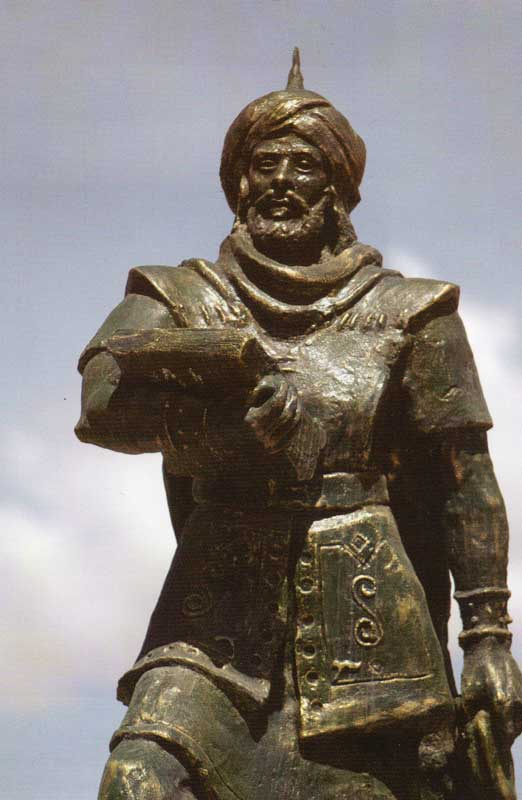
Укба ибн Нафи 666-675 Наместник Ифрикии